# Army Attack
Army Attack fue un juego social de estrategia desarrollado por el estudio en Helsinki de Digital Chocolate. En Army Attack, el mundo ha sido conquistado por el malvado Imperio Crimson, la misión del jugador es reconquistar todo el terreno. En 2012,Army Attack fue nominado como "Juego de redes sociales del año" en la 15.ª edición de los Premios Anuales de Logros Interactivos de la Academia de Artes y Ciencias Interactivas. Según los datos en 2011, Army Attack fue uno de los Top 5 juegos de jugador contra jugador de Facebook.
Army Attack tiene dos modos de juego: 1) Jugador vs. IA(PvNP): 'Liberando Ciudades & Villas' 2) Jugador vs. Jugador(PvP): 'Versus Mode'.
Este juego fue oficialmente cerrado el 4 de noviembre de 2016.

## PvNP: "Liberando Ciudades & Villas"
En el PvNP: modo "Liberando Ciudades & Villas", el objetivo principal para los jugadores es reconquistar terreno capturado por el malvado Imperio Crimson y para ello necesitaran construir infraestructuras militares para generar recursos y tener tropas durante la campaña. Para poder conquistar todo el terreno el jugador tendrá que enfrentarse a las tropas y edificios enemigos utilizando las suyas, fuego de artillería y/o fuego aliado.
Existen tres mapas: Patria , desierto e invierno.
El mapa en que se inicia el juego es Patria, para ir al mapa desierto e invierno necesitaremos el edificio de aeropuerto. En desierto además será necesario tener agua la cual hay que producir con el edificio Refinería de agua/Planta de agua, esta agua se gastará junto con la energía por cada acción en el mapa desierto.
Para poder completar las últimas 3 zonas del mapa de Patria necesitamos completar Desierto e Invierno.
El mapa de invierno es el mapa más complicado de los tres con unidades y edificios enemigos con gran defensa, vida y alcance.

## PvP: "Modo de enfrentamiento"
En el modo de enfrentamiento, llamado "Versus," los jugadores de Army Attack pelean entre ellos para obtener recompensas y mejorar sus habilidades estratégicas.
Antes del comienzo del combate aparece una pestaña donde el jugador atacante elige sus 4 unidades para el combate(puede pelear con menos de 4) y ve cuales son las 4 tropas enemigas manejadas por IA, además se indica que se gastará 5 de energía y una cantidad de suministro en función de las unidades que elija en el combate, se indica el dinero y los puntos de rango PVP que ganaría si sale victorioso y cuanta probabilidad hay de que gane el combate(si se pierde la pelea no se pierden las unidades). 
Los combates ocurren en mapas especiales de poco espacio en los que cada contrincante tiene 3 acciones por turno en el que podrá moverse y atacar. Hay diferentes suministros en el mapa que permiten congelar, dañar el enemigo, curarte y conseguir una nueva unidad. También se pueden usar habilidades para aumentar el daño de tus unidades, su defensa o su alcance. En algunos mapas hay edificios que hacen daño a los jugadores del combate.
En el modo de enfrentamiento, un torneo aparece cada semana con diferentes recompensas, los jugadores tendrán que competir por conseguir los máximos puntos para ganar puestos en el torneo y conseguir las recompensas. 